# Shoi Matsuda
Pour les articles homonymes, voir Matsuda.
Shoi Matsuda (松田 祥位, Matsuda Shō'i, né le 13 septembre 1999 à Gifu) est un coureur cycliste japonais, membre de l'équipe Bridgestone.

## Palmarès sur route

### Par année
- 2016
  -  Champion du Japon sur route juniors
- 2017
  -  Champion du Japon du contre-la-montre juniors
  - 1re étape du Tour de DMZ
- 2018
  -  Champion d'Asie du contre-la-montre par équipes
  - Tour de Haute-Bigorre
  - 3e étape du Tour de Cantabrie
  - Minami Uonuma Road Race
  - 2e du championnat du Japon sur route espoirs
  - 2e de l'Oita Urban Classic
  -  Médaillé de bronze du championnat d'Asie du contre-la-montre espoirs
- 2019
  - Chrono Châtelleraudais
- 2021
  -  Champion du Japon du contre-la-montre espoirs
- 2022
  - 2e du Tour de Kumano
  - 3e du Tour de Hokkaido

### Classements mondiaux
| Année                                 | 2018 | 2019  | 2020 | 2021  | 2022 |
| ------------------------------------- | ---- | ----- | ---- | ----- | ---- |
| Classement mondial                    | 760e | 1306e | nc   | 1319e | 919e |
| UCI Asia Tour                         | 75e  | 85e   | nc   | 57e   | 54e  |
|                                       |      |       |      |       |      |
| Légende : nc = non classéSource : UCI |      |       |      |       |      |

## Palmarès sur piste

### Championnats d'Asie
- New Delhi 2022
  -  Champion d'Asie de la poursuite individuelle
  -  Champion d'Asie de la poursuite par équipes (avec Kazushige Kuboki, Shunsuke Imamura, Naoki Kojima et Eiya Hashimoto)
- Nilai 2023
  -  Champion d'Asie de la poursuite par équipes (avec Eiya Hashimoto, Kazushige Kuboki et Naoki Kojima)
  -  Médaillé d'argent de la poursuite individuelle
- New Delhi 2024
  -  Champion d'Asie de la poursuite individuelle
  -  Champion d'Asie de la poursuite par équipes (avec Eiya Hashimoto, Kazushige Kuboki et Naoki Kojima)
- Nilai 2025
  -  Médaillé d'argent de la poursuite par équipes

### Coupe des nations
- 2024
  - 2e de la poursuite par équipes à Hong Kong

### Jeux asiatiques
- Hangzhou 2022
  -  Médaillé d'or de la poursuite par équipes

### Championnats nationaux
- 2022
  -  Champion du Japon de poursuite par équipes (avec Kazushige Kuboki, Shunsuke Imamura et Naoki Kojima)
  - 3e du championnat du Japon de l'américaine
  - 3e du championnat du Japon de l'omnium
- 2023
  -  Champion du Japon de poursuite
  -  Champion du Japon de poursuite par équipes (avec Kazushige Kuboki, Shunsuke Imamura et Eiya Hashimoto)
  -  Champion du Japon d'omnium
  - 2e du championnat du Japon de course aux points
  - 3e du championnat du Japon de l'américaine
- 2024
  -  Champion du Japon de poursuite par équipes